# Richard Shoebridge
Richard Shoebridge (Johannesburg, 12 agosto 1985) è un pattinatore di short track britannico. Ha rappresentato la Gran Bretagna ai Giochi olimpici di Soči 2014. 

## Palmarès
- Campionati mondiali

Montréal 2014: bronzo nella staffetta 5000 m;
- Campionati europei

Soči 2016: bronzo nella staffetta 5000 m;